# Ghana
Il Ghana (AFI: /ˈɡana/), in italiano anche Gana, ufficialmente Repubblica del Ghana, è uno Stato dell'Africa occidentale con capitale Accra. Confina a ovest con la Costa d'Avorio, a nord con il Burkina Faso, a est con il Togo, e a sud con il golfo di Guinea.
Paese multiculturale e multietnico, il Ghana conta 27 milioni di abitanti, distribuiti tra vari gruppi etnici, linguistici e religiosi. Il 71,2% della popolazione è cristiana, il 17,6% musulmana e il 5% è animista.
Il territorio della Costa d'Oro, abitato da millenni (le prime tracce di presenza umana risalgono all'XI secolo a.C.), entrò nelle mire dei colonizzatori europei già dal XV secolo. Verso la fine del XIX secolo il territorio entrò sotto il controllo dei britannici e il 6 marzo 1957 il paese ottenne, prima tra le nazioni dell'Africa sub-sahariana, l'indipendenza dal Regno Unito. Il Ghana è uno degli stati dell'Africa occidentale in cui fu presente la tratta degli schiavi verso l'America, soprattutto nella regione centrale dello Stato, come testimoniano numerosi monumenti e fortezze quali Cape Coast Castle e il Castello di Elmina, i più conosciuti e visitati.
Il Ghana è una repubblica democratica guidata da un presidente che è sia capo di stato che capo del governo. Il paese è membro di molte organizzazioni internazionali tra cui il Commonwealth delle nazioni, la Comunità economica degli Stati dell'Africa occidentale, l'Unione africana, la Francofonia (membro associato) e le Nazioni Unite. Il paese vanta una delle economie più stabili e prospere del continente ed è il secondo maggior produttore mondiale di cacao.
Sul suo territorio è stato realizzato il lago Volta, il più grande lago artificiale del mondo.

## Etimologia del nome
Il nome Ghana fu scelto per il nuovo Stato in riferimento all'antico Impero del Ghana, un tempo esteso in gran parte dell'Africa occidentale. Da un punto di vista etimologico, in lingua soninke ghana significa "re guerriero" ed era il titolo concesso ai re del medievale Impero del Ghana. Geograficamente, l'Impero del Ghana si estendeva circa 800 km a nord-ovest del moderno Ghana, e comprendeva territori nella zona del fiume Senegal e ad est verso il fiume Niger, nei moderni stati di Senegal, Mauritania e Mali.
Il termine fu adottato come nome giuridico per la Gold Coast con l'indipendenza il 6 marzo 1957. Tuttavia è diventato noto come Repubblica del Ghana solo dal 1º luglio 1960, quando il territorio affermò la sua completa autonomia dal Regno Unito.
Fino al 1957, anno dell'indipendenza, il paese conosciuto oggi come Ghana era un insieme eterogeneo di territori, abitati da popolazioni diverse e con una storia differente, che sotto il colonialismo inglese erano stati posti sotto un unico governo centrale, con sede ad Accra. Essi comprendevano:
- la colonia della Costa d'Oro nel sud del paese, proclamata già nel 1874, dopo un periodo di associazione informale tra le popolazioni e il governo britannico;
- la regione Asante, comprensiva delle attuali regioni Asante e Bono-Ahafo (Asante e Bono-Ahafo sono i nomi secondo la grafia africana, Ashanti e Brong-Ahafo invece i termini anglicizzati), annessa come colonia, e la regione detta dei Territori del Nord (comprensiva delle attuali Regione del Nord e Regione Superiore), annessa come protettorato, nel 1902. Prima della conquista britannica, la regione era sede della Regione di Ashanti;
- il mandato inglese del Togoland britannico, assegnato alla Gran Bretagna dalla Società delle Nazioni dopo la fine dell'impero coloniale tedesco nella prima guerra mondiale;

Il termine Costa d'Oro dato alla zona costiera, la più ricca e importante del paese, a causa dei suoi notevoli giacimenti d'oro, passò in epoca coloniale a indicare l'intero territorio dell'attuale Ghana. La colonia era considerata il «fiore all'occhiello» dell'Impero britannico in Africa.
Ghana era invece il nome di uno dei più antichi e potenti imperi africani, l'Impero Ghana appunto, che in realtà si trovava in un territorio comprendente una parte degli attuali Senegal e Mali. Kwame Nkrumah, primo presidente dell'epoca dell'indipendenza, lo scelse perché sarebbe stato «un'ispirazione per il futuro».
La storia del Ghana, a differenza di quella di altri paesi africani, è una storia di contatti relativamente produttivi tra europei e africani, anche se non mancarono conflitti e scontri. Lo sviluppo sociale raggiunto dal Ghana oltre all'azione di un leader carismatico, Kwame Nkrumah, gli avrebbe permesso di diventare il primo paese dell'Africa nera a ottenere l'indipendenza. Non tutte le speranze che l'indipendenza del Ghana aveva suscitato si sarebbero però realizzate.

## Storia

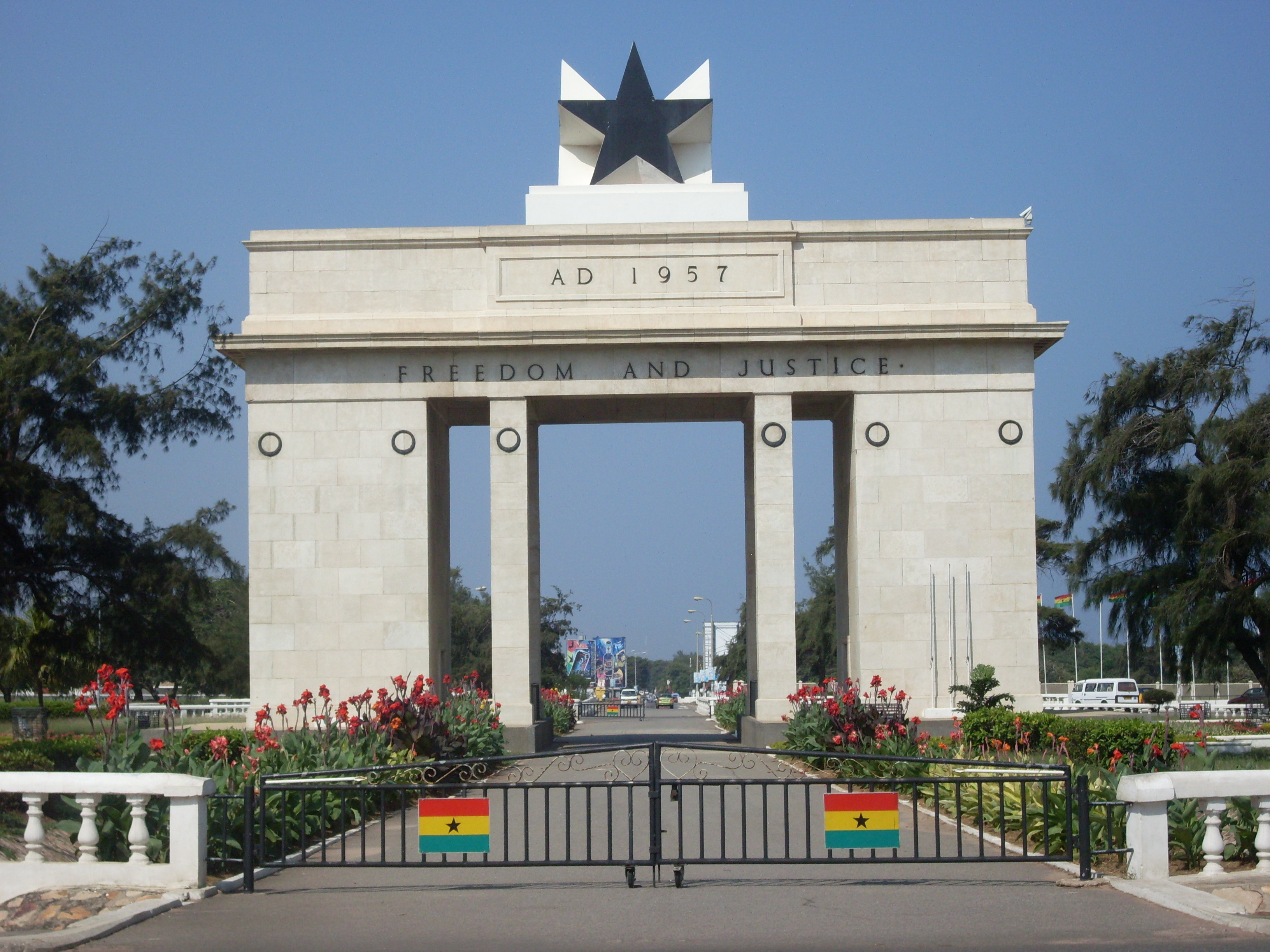
L'arco dell'indipendenza, situato nella capitale Accra.

La costa dell'attuale Ghana (conosciuta come Costa d'Oro dagli europei) è stata una zona di secolari contatti tra africani ed europei. I primi europei a metterci piede furono i portoghesi che nel 1479 conquistarono il porto di Elmina, importante per il commercio degli schiavi, e, nel 1482, fondarono la colonia della Costa d'Oro portoghese; nel 1682 il Margraviato di Brandeburgo fondò la Costa d'Oro prussiana, venduta a favore dell'Olanda dal Regno di Prussia nel 1717. I Paesi Bassi nel 1598 crearono la colonia della Costa d'Oro olandese, che negli anni inglobò anche la Costa d'Oro portoghese e quella prussiana; la Danimarca, nel 1658 diede vita alla Costa d'Oro danese; dopodiché la Svezia fondò la Costa d'Oro svedese nel 1650; infine nel 1821 tutte le colonie precedentemente create furono riunite nella Costa d'Oro britannica, che arrivò a coprire l'intero Ghana. L'entroterra invece ha visto nascere celebri regni africani come l'Impero ashanti che nel XIX secolo fu teatro delle Guerre anglo-ashanti.

## Geografia

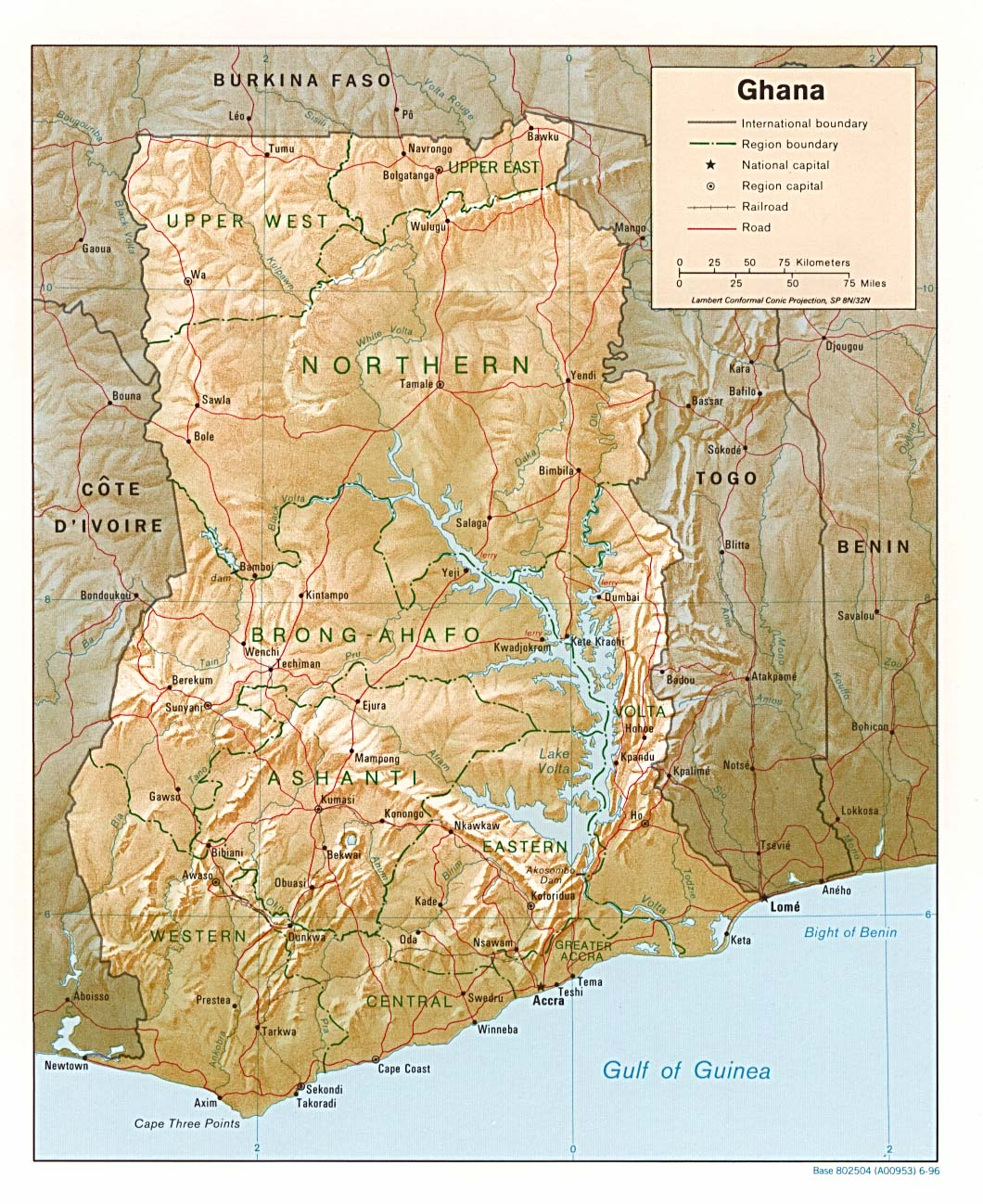
Mappa fisica del Ghana

### Morfologia
Le coste del Ghana sono generalmente basse e sabbiose.
Nella parte meridionale del paese si estende un'ampia fascia pianeggiante solcata da numerosi corsi d'acqua, che favoriscono le colture di cacao e caffè. Il Ghana è in gran parte costituito da pianure o da altopiani collinari di altezze trascurabili (100-300 metri s.l.m.): il rilievo più alto è, infatti, il Monte Afadjato con i suoi 885 metri di altezza.
Ad oriente lungo il confine togolese si trovano le propaggini dei Monti Togo e ad occidente lungo il confine ivoriano si trova il Kwahu Plateau, un altopiano che dal confine stesso arriva fino alla zona centrale del paese.

### Idrografia
Nel Ghana l'idrografia è dominata dal lago artificiale più grande al mondo: il Lago Volta, che si forma lungo il corso del fiume omonimo. Di rilevante importanza è anche l'Oti, il principale immissario del lago, proveniente dai Monti Togo.

### Clima
Il Ghana ha un clima tropicale, con forti variazioni di temperature e precipitazioni in funzione della distanza dal mare. Nella regione settentrionale, da marzo a settembre si ha la stagione delle piogge mentre la siccità causata dal vento sahariano Harmattan può durare anche dai 4 ai 6 mesi. Nelle zone centrali e meridionali (più vicine quindi alla costa), le precipitazioni si concentrano fra aprile e giugno e fra settembre e novembre, in particolare lungo il litorale occidentale.

## Popolazione

### Demografia

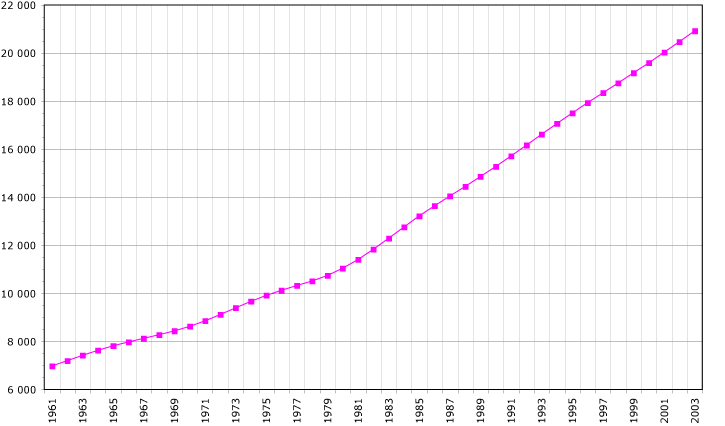
Evoluzione demografica tra 1961 e 2003 (cifre FAO in migliaia di abitanti)

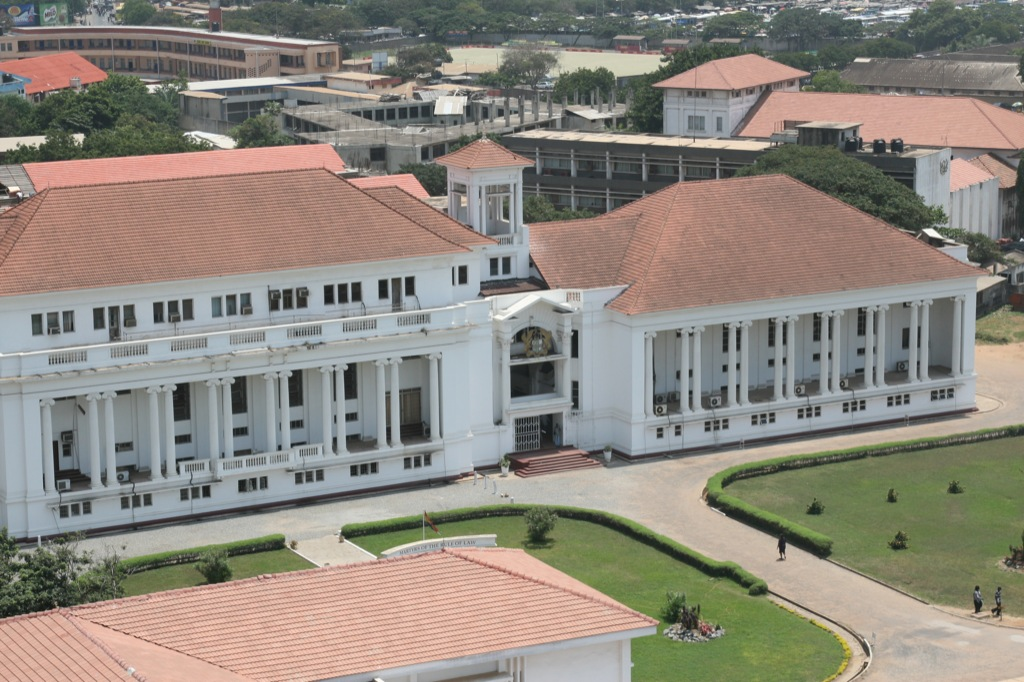
Edificio della Corte Suprema, Accra

Il Ghana ha una popolazione di 30 267 351 abitanti ed annovera oltre 100 gruppi etnici diversi. Tuttavia, a differenza di molti altri paesi africani, in Ghana non hanno avuto luogo conflitti etnici.
- Popolazione: Ha una popolazione di circa 104 abitanti al km²
  - tasso di crescita della popolazione: 1,25% (stima 2005) 2,4 (censimento 2000)
  - percentuale popolazione urbana: 33% (1990)
  - struttura della popolazione per età: 0-14 anni 38,7% (uomini 4 902 094; donne 4 858 630); 15-64 anni 57,2% (uomini 7 058 645; donne 7 357 178); 65 anni e più 4,1% (uomini 476 297; donne 546 765) (stima 2013)
  - tasso di natalità: 31,7 nascite/1 000 abitanti (stima 2013)
  - tasso di mortalità: 7,53 morti/1 000 abitanti (stima 2013)
  - tasso di immigrazione: -2,23 migranti/1 000 abitanti (stima 2013)
  - maggiori divisioni etniche: cittadini ghanesi per nascita 92,1% (di cui: Akan 49,1%; Mole-Dagomba 16,5%; Ewe 12,7%; Ga-Dangme 8%) - non-ghanesi 3,9% (Censimento 2000)
- Indici di sviluppo umano
  - tasso di mortalità infantile: 41,28 per 1 000 nati vivi (2013)
  - morte per parto: 210 per 100 000 nascite (1985-2001)
  - speranza di vita alla nascita: 64,48 (65) anni uomini; 66,48 (67) anni donne (2013)
  - tasso di fertilità; 4,5 figli per donna (censimento 2000)
  - tasso di alfabetizzazione: 74,8% (uomini 82,7%; donne 67,1%)
  - accesso all'acqua potabile: 91% (aree urbane), 64% (aree rurali) (2000)
  - indice di sviluppo umano: 0,567 (2001)
  - forza lavoro: 4,1 milioni di persone
  - Agricoltura e pesca 55%; industria 18,7%; vendite e clero 15,2%; servizi, trasporti e comunicazioni 7,7%; liberi professionisti 3,7% (Censimento 2000)
  - popolazione in età lavorativa: 48%

### Etnie
In Ghana ci sono numerose etnie, tra le quali Akan (52%), Mossi (15%), Ewe (12%), Ga (8%) e altre per il 13%, prevalentemente europee (originari dei paesi colonizzatori) e indiane.

### Religioni

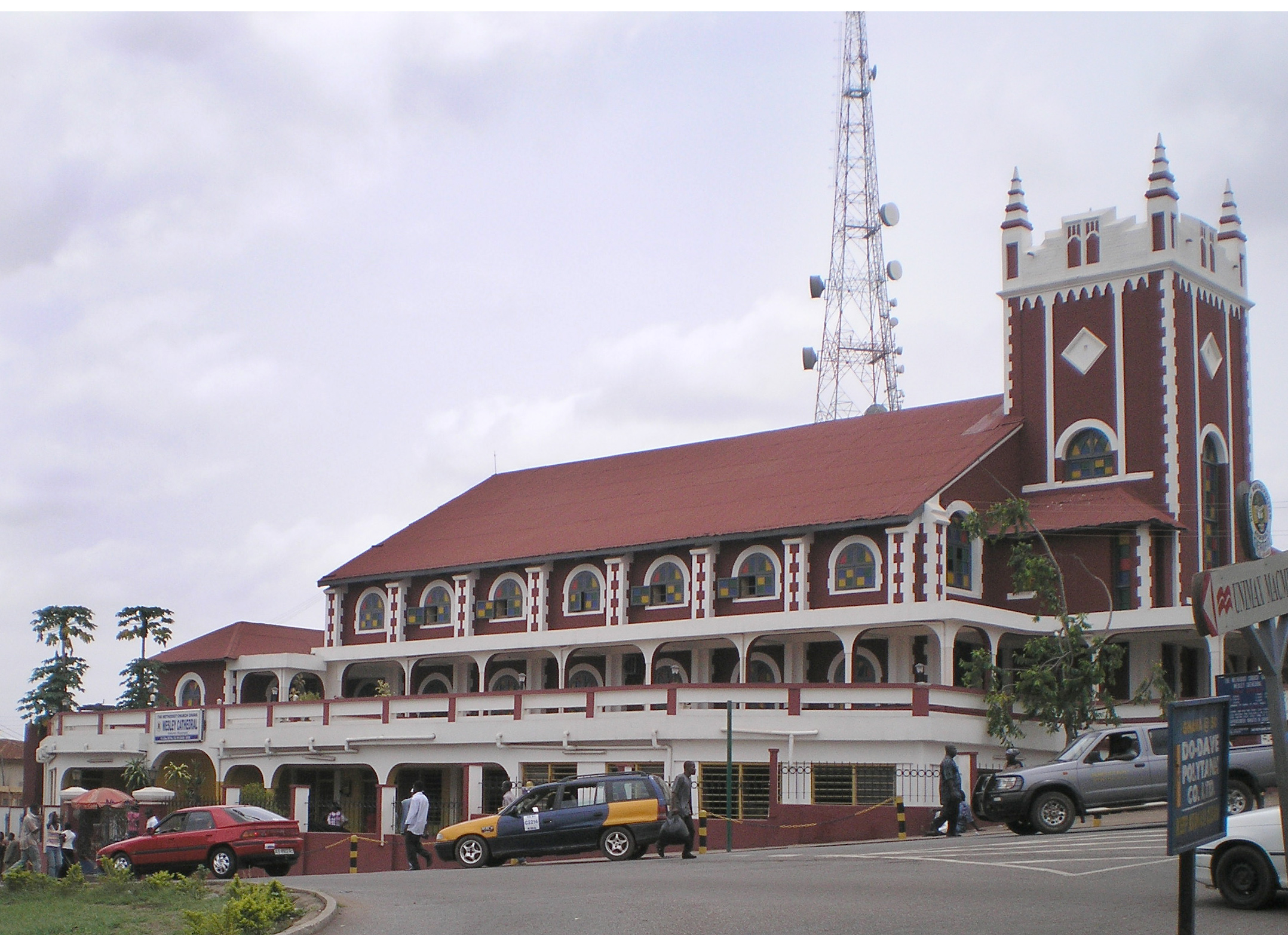
Wesley Methodist Cathedral, Kumasi

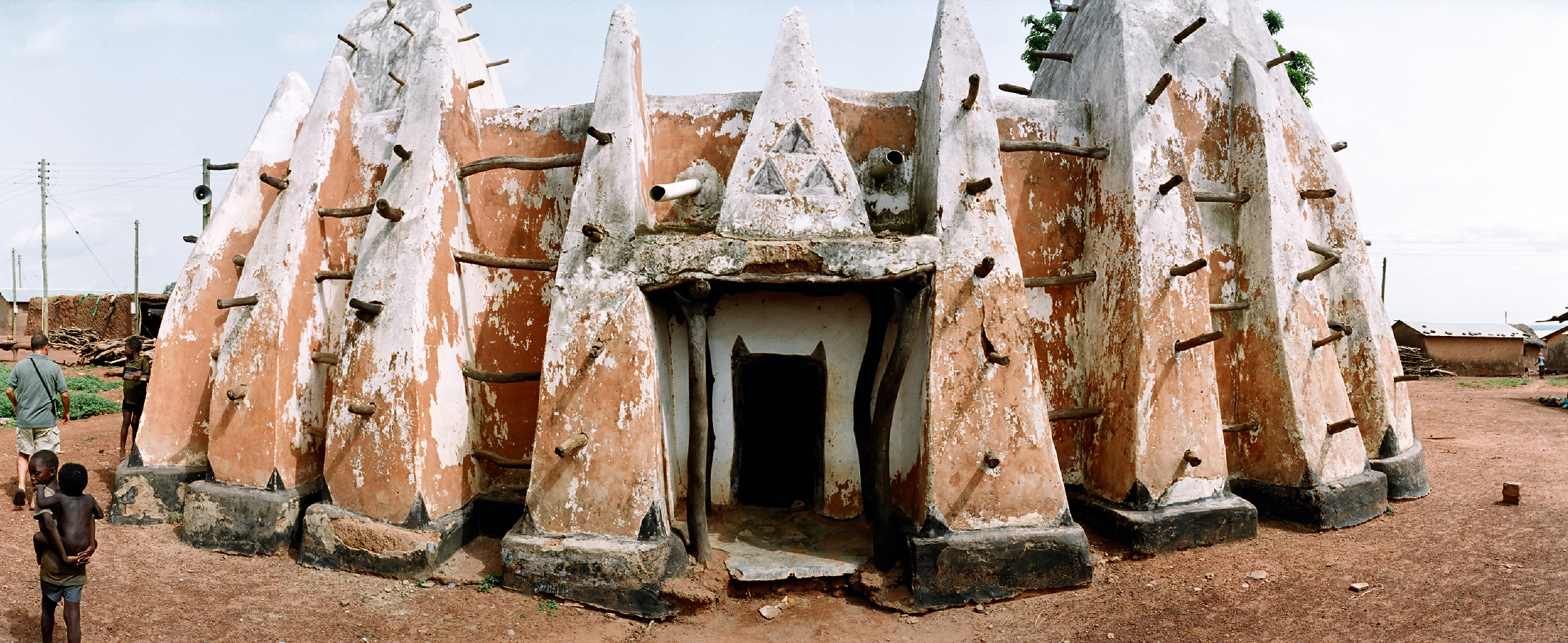
La moschea di fango di Larabanga

Alla tradizionale religione animista nel corso della colonizzazione europea si è sovrapposto il cristianesimo, dando luogo a particolarissime forme di sincretismo. Oggi circa la metà della popolazione frequenta chiese cristiane, ma non per questo rinuncia a credere al pantheon delle divinità africane. La religione più diffusa è il cristianesimo (71,2% della popolazione al 2010, tra cui 28,3% pentecostali, 18,4% protestanti, 13,1% cattolici), praticato soprattutto nella parte meridionale del paese, dove sorsero i primi insediamenti coloniali e dove è concentrata la maggior parte della popolazione. L'Islam si attesta al secondo posto (17,6%), ed è diffuso principalmente nell'entroterra più settentrionale. Segue l'animismo con il 5,2% della popolazione: non bisogna dimenticare comunque che spesso molti ghanesi che si dichiarano cristiani o musulmani mantengono parallelamente alcuni culti animisti. È diffusa anche, se pur in numeri notevolmente minori, il culto della religione Rastafariana.

### Lingue
Il Ghana ha 47 lingue locali. La lingua inglese è la lingua ufficiale del paese e predomina nel governo e negli affari, anche se la maggior parte dei ghanesi parla almeno una lingua locale. Le lingue dei nativi del Ghana sono suddivise in due sottofamiglie della famiglia linguistica Niger-Congo. Le lingue appartenenti alla sottofamiglia Kwa si trovano prevalentemente a sud del fiume Volta, mentre quelle appartenenti alla sottofamiglia Gur si trovano prevalentemente a nord. Le lingue Kwa, che sono parlate da circa il 75% della popolazione del paese, comprendono l'Akan, il Ga-Dangme e l'Ewe. Le lingue Gur invece comprendono le lingue Gurma, Grusi e Dagbani.
Nove lingue hanno lo status di "supportate dal governo": l'Akan nelle varianti Ashanti Twi, Fanti, Akuapem Twi, Akyem, Kwahu, Nzema; il Dagaare/Wale, il Dagbani, l'Adangme, l'Ewe, il Ga, il Gonja e il Kasem. Benché non sia lingua ufficiale, l'Haussa è la lingua franca parlata tra i musulmani del Ghana che rappresentano circa il 16% della popolazione.

## Ordinamento dello Stato

### Suddivisioni amministrative

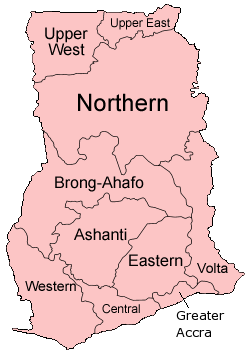
Regioni del Ghana

Il Ghana è diviso in 16 regioni e 260 distretti, ognuno con la sua assemblea.
Le regioni sono:
1. Ahafo
2. Ashanti
3. Bono
4. Bono Est
5. Centrale
6. Orientale
7. Grande Accra
8. Nord Est
9. Settentrionale
10. Oti
11. Savannah
12. Occidentale Superiore
13. Orientale Superiore
14. Volta
15. Nordoccidentale
16. Occidentale

### Istituzioni

#### Ordinamento scolastico

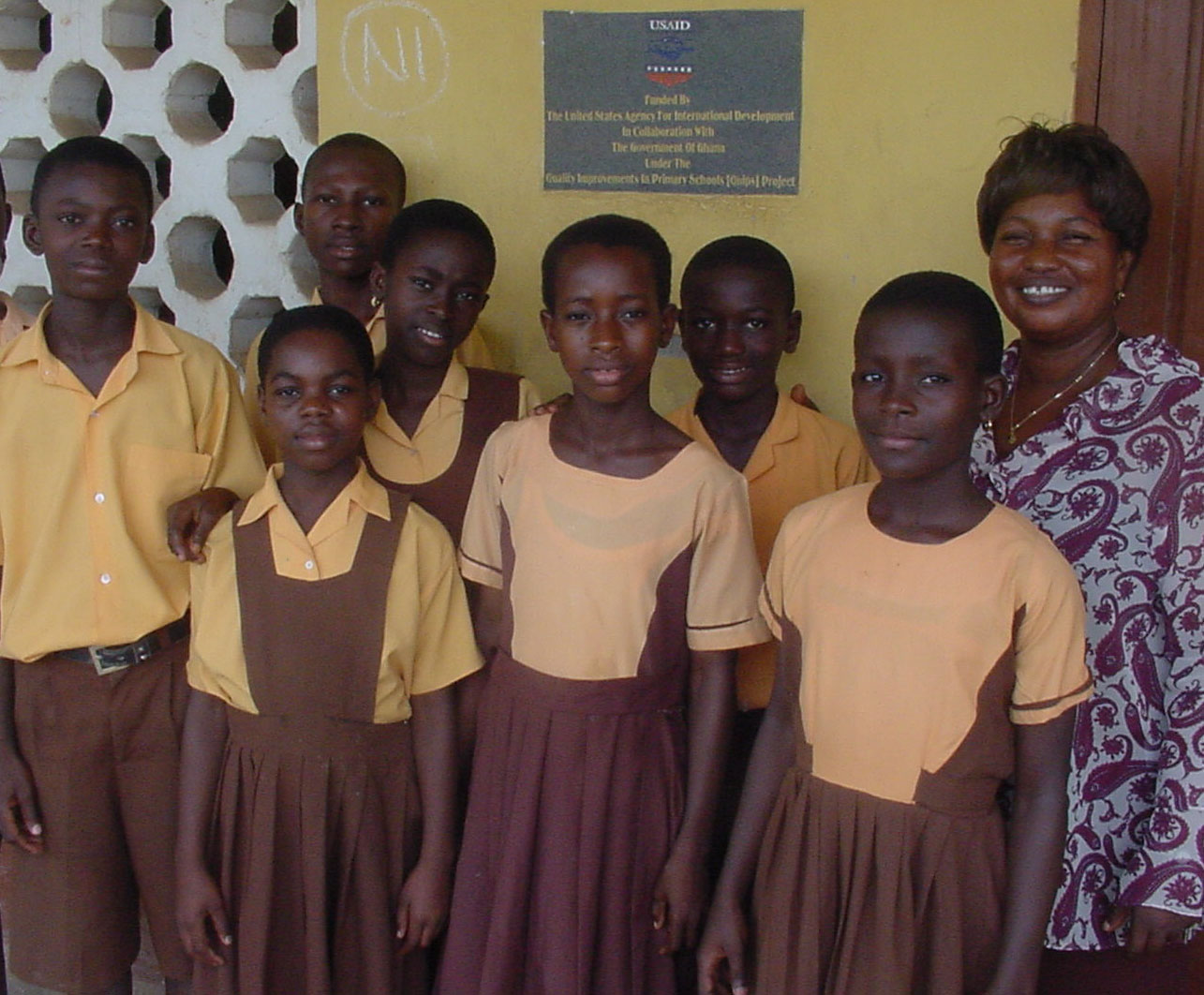
Scolari ghanesi.

Il tasso complessivo di alfabetizzazione è del 65%, con gli uomini al 71,7% e le donne al 58,3%.
Il sistema d'istruzione nel Ghana è suddiviso tra scuole primarie, secondarie, superiori e università.
La scuola primaria inizia all'età di sei anni ed è articolata in sei classi; finite le elementari, nel quadro delle riforme educative (attuate nel 1987 e riviste nel 2007) i bambini passano alla Junior High School; concluso il 3º anno della Junior High School, gli alunni devono affrontare il Basic Education Certificate Examination (BECE); coloro che superano tale esame per completare gli studi devono frequentare la Superior High School (SHS), che dura 3 anni e alla fine di essa sostenere un esame di ammissione, per entrare in qualsiasi Università uno dei programmi di istruzione terziaria.
Attualmente, il Ghana ha 21 530 scuole primarie, 8 850 scuole secondarie, 900 scuole secondarie superiori, 52 istituti pubblici di formazione, 5 istituti privati di formazione, 548 politecnici delle istituzioni, 4 istituzioni terziarie pubbliche non universitarie, oltre 45 istituzioni private terziarie, 8 Università pubbliche. Per la maggior parte dei Ghanesi, l'accesso all'istruzione primaria e secondaria è relativamente facile. L'alto numero attuale di Istituti scolastici mostra un significativo sviluppo rispetto all'unica Università e le poche scuole primarie e secondarie che esistevano al momento dell'indipendenza, nel 1957. Il Ghana per l'istruzione scolastica nell'ultimo decennio ha speso tra il 28 e il 40 per cento del suo bilancio annuale. Tutto l'insegnamento è svolto in lingua inglese, lingua ufficiale del Ghana, per lo più da qualificati insegnanti ghanesi.
La didattica, a livello di scuola elementare o di base, comprende la lingua e cultura inglese e ghanese, matematica, studi ambientali, studi sociali e, come terza lingua, il francese, scienze integrate o generali, pre-competenze professionali e pre-competenze tecniche, religione ed etica, e attività fisiche come musica, danza e educazione fisica.
Il curriculum della Senior High School prevede sia insegnamenti di base sia a scelta; gli studenti devono comunque seguire quattro insegnamenti fondamentali scelti tra lingua inglese, matematica, scienze integrate (compresa Scienza, Agricoltura e Studi ambientali) e studi sociali (Economia, Geografia, Storia e Ordinamento politico).
Gli studenti di scuola superiore devono scegliere anche 3 materie da 5 programmi disponibili: Agricoltura, Programma generale (opzione tra Scienze e Arte), Business Program, Programma professionale e Programma tecnico. Oltre a più scuole primarie e secondarie che seguono il sistema scolastico ghanese, ci sono anche le scuole internazionali come Ghana International School, Takoradi International School, Tema International School, Galaxy International School, The Roman Ridge School, Lincoln Community School e il SOS Hermann Gmeiner International College, che offrono l'International Baccalaureate, l'Advanced Level General Certificate of Education e l'International General Certificate of Secondary Education (IGCSE).
Con l'83% di scolarizzazione, il Ghana ha attualmente uno dei più alti tassi di scolarizzazione in Africa occidentale. Il rapporto tra ragazze e ragazzi in tutto il sistema di istruzione è 1:0,96, che per un paese dell'Africa occidentale è un risultato notevole. Tuttavia circa 500 000 bambini rimangono ancora fuori dalla scuola a causa della mancanza di risorse in termini di costruzione di scuole, forniture di libri di testo e formazione adeguata di nuovi insegnanti.

#### Università
La più antica università in Ghana, l'Università del Ghana, fondata nel 1948, ha avuto un totale di circa 29 754 studenti nel 2008. Dopo l'indipendenza, il Ghana è diventato un centro di attrazione per l'istruzione nella regione sub-sahariana e ha ospitato personaggi famosi come Robert Mugabe, presidente dello Zimbabwe, e Alhaji Sir Dauda Jawara del Gambia, e lo scrittore nigeriano Cyprian Ekwensi.
Kofi Annan, ghanese, primo africano nero segretario generale dell'ONU nel 1997, riconfermato nel mandato nel 2002, mantenne l'incarico fino al 2006; dal 2008 è il cancelliere della University of Ghana.
La Kwame Nkrumah University of Science and Technology, la seconda università fondata nel Ghana, è la più importante università scientifica e tecnologica dell'Africa occidentale.

#### Sistema sanitario
A partire dal 2009, la speranza di vita alla nascita è di circa 59 anni per i maschi e 60 anni per le femmine con una mortalità infantile del 51‰ nei nati vivi. Il tasso di natalità è di circa 4 bambini nati per donna. Ci sono circa 15 medici e 93 infermieri ogni 100 000 persone. Nel 2003 il 4,5% del PIL del paese è stato speso per la salute.

## Politica

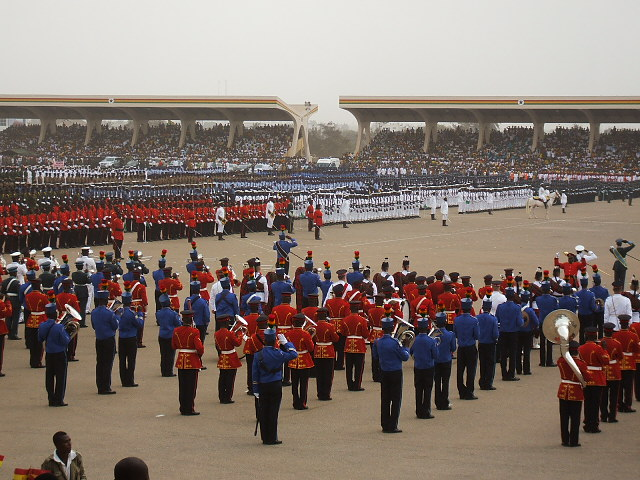
50º anniversario dell'indipendenza

Tre anni dopo l'indipendenza il Ghana divenne una repubblica, e il paese viene per lungo tempo diviso da forti contrasti politici e soggetto a regimi militari. Nel 1992 si applica una nuova costituzione che introduce il multipartitismo. Oggi il Ghana è una repubblica presidenziale, in cui il presidente e il parlamento vengono eletti a suffragio universale ogni quattro anni. È ancora in vigore la pena di morte.
Secondo il Failed States Index del 2009, il Ghana è classificato 53º Stato di maggior successo nel mondo e il secondo africano dopo Mauritius. Inoltre il Ghana è stato classificato come uno Stato moderato. Il Ghana è stato anche valutato 7° su 48 nell'area sub-sahariana nel 2008 dall'Ibrahim Index of African Governance, indice basato su dati a partire dal 2006. L'indice di Ibrahim è una misura globale dei governi africani, sulla base di una serie di variabili differenti che riflettono il successo con cui i governi forniscono beni essenziali ai loro cittadini.
E in ambito politico va ricordato l'importante contributo di Kofi Annan, Premio Nobel per la pace, nel 2001.

### Politica interna
Il Ghana è stato creato, al momento dell'indipendenza nel 1957, come una democrazia parlamentare, seguita da un'alternanza di governi militari e civili. Nel gennaio 1993, il governo militare ha lasciato il posto alla Quarta Repubblica, dopo le elezioni presidenziali e parlamentari alla fine del 1992. La Costituzione del 28 aprile 1992 divide il potere tra un presidente, il Parlamento, il Governo, il Consiglio di Stato, e un potere giudiziario indipendente. Il governo è eletto a suffragio universale. Tuttavia, l'organo legislativo non è rappresentativo della distribuzione della popolazione, dal momento che alcuni distretti poco popolati ottengono più rappresentanti rispetto ad altri con popolazione più alta.

### Politica estera
Dopo l'indipendenza, il Ghana ha convintamente aderito agli ideali del non-allineamento e del Panafricanismo, entrambi strettamente identificati con la politica del primo presidente, il dottor Osagyefo Kwame Nkrumah. Il paese ha sempre favorito le organizzazioni internazionali e regionali di cooperazione politica ed economica, ed è un membro attivo delle Nazioni Unite e dell'Unione africana.
Molti diplomatici ghanesi e politici detengono posizioni nelle organizzazioni internazionali. Questi includono il diplomatico ex segretario generale delle Nazioni Unite, Kofi Annan, il giudice della Corte penale internazionale Akua Kuenyehia, e l'ex presidente Jerry Rawlings, che è stato eletto presidente della Economic Community of West African States (alla cui vocazione di stabilizzazione regionale il Ghana contribuisce attivamente).

### Sistema giudiziario
Il sistema giuridico si basa essenzialmente sulla common law britannica, sul diritto consuetudinario tradizionale, e sulla Costituzione del 1992. La gerarchia è costituita dalla Corte Suprema del Ghana (la più alta corte), dalle Corti d'appello, e dalle Corti di Giustizia. Sotto questi organismi esiste un circuito di magistrati e tribunali tradizionali. Istituzioni extragiudiziali sono i tribunali pubblici. Fin dall'indipendenza del Paese i giudici sono relativamente indipendenti; questa indipendenza continua sotto la Quarta Repubblica. I tribunali di grado inferiore sono stati ridefiniti e riorganizzati sotto la Quarta Repubblica.
I partiti politici sono stati legalizzati a partire dalla metà del 1992 dopo dieci anni di sospensione. Esistono molti partiti politici nell'ambito della Quarta Repubblica, tuttavia i principali sono il National Democratic Congress che ha vinto le elezioni presidenziali e parlamentari nel 1992, 1996 e 2008; il New Patriotic Party, principale partito d'opposizione, che ha vinto le elezioni nel 2000 e nel 2004, il People's National Convention e il Convention People's Party, successore del partito originale di Kwame Nkrumah.

## Economia

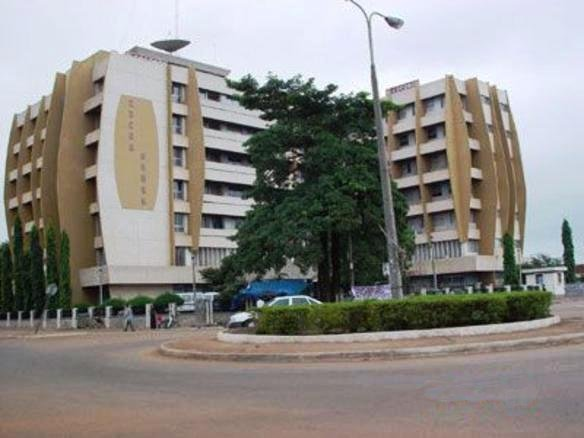
La casa del cacao a Sunyani.

Il Ghana è classificato come un'economia di livello intermedio.
Ben dotato di risorse naturali, il Ghana ha più del doppio delle esportazioni pro capite dei paesi più poveri nell'Africa occidentale. Anche così, il Ghana resta dipendente dal commercio e dall'assistenza internazionale, nonché dalle attività d'investimento della diaspora ghanese. Circa il 28% della popolazione vive sotto la soglia di povertà internazionale di 1,25 $ al giorno e, secondo la Banca Mondiale, il reddito pro capite del Ghana è appena raddoppiato negli ultimi 45 anni. Il Ghana, già noto per il suo oro in epoca coloniale, rimane uno dei maggiori produttori mondiali di questo minerale. Altre esportazioni, come cacao, petrolio, legname, energia elettrica, diamanti, bauxite e manganese sono le principali fonti di valuta estera, controllata e gestita dal Braccio Agricolo della Presidenza dei Ministri della Repubblica del Ghana, retto e guidato dalla signora Antoniette Efua-Addo.
Un giacimento petrolifero che è stimato contenere fino a 3 miliardi di barili (480000000 m³) di olio leggero è stato scoperto nel 2007. L'esplorazione del petrolio è in corso e la quantità scoperta continua ad aumentare. Ci si attende un consistente aumento delle entrate economiche del paese attraverso le licenze di vendita oltremare di petrolio concesse alla GAZPROM. Alla stessa società la Ghana National Petroleum Company ha anche concesso la raffinazione e la vendita delle risorse petrolifere scoperte al largo della costa ghanese. Le stime indicano che il petrolio dovrebbe rappresentare il 6% delle entrate per il 2011.
La forza lavoro del Ghana nel 2008 ammontava a 11,5 milioni di persone. L'economia continua ad affidarsi pesantemente al settore agricolo che rappresenta il 37,3% del PIL e impiega il 56% della forza lavoro, costituita soprattutto da piccoli proprietari terrieri. Manifatturiera è solo una piccola parte dell'economia del Ghana per un totale del 7,9% del Prodotto interno lordo nel 2007.
Le politiche economiche del passato non si sono rivelate efficaci. I governi militari e gli impegni per il mantenimento della pace regionale hanno portato alla necessità di continuare a finanziare il disavanzo da inflazione, alla svalutazione della moneta e alla crescita del malcontento pubblico contro le misure di austerità. Anche così, il Ghana resta uno dei paesi più economicamente solidi in tutta l'Africa.
Nel luglio 2007, la Bank of Ghana ha deciso una rivalutazione della moneta, passando dal Cedi (¢) alla nuova moneta, al nuovo Ghana Cedi (GH ¢). Il rapporto di conversione è di 1 Ghana Cedi per ogni 10 000 vecchi cedi. La Banca del Ghana ha promosso intense campagne di informazione per educare il pubblico all'utilizzo della nuova moneta.
Il nuovo Cedi del Ghana è relativamente stabile, nel 2009 è stato generalmente scambiato ad un tasso di 1 $=1,4 Gh ¢. Il sistema dell'Imposta sul Valore Aggiunto è in vigore anche in Ghana. Il regime fiscale che ha avuto inizio nel 1998 aveva una tassazione unica, ma dal settembre 2007 è entrato in vigore un regime di aliquote differenziate.
Nel 1998, l'aliquota d'imposta era del 10% ed è stata modificata nel 2000 portandola al 12,5%. Tuttavia, con l'approvazione della legge 734 del 2007, ha iniziato ad operare nel settore della distribuzione al dettaglio un sistema di percentuale forfettaria fissa al 3% di IVA. Questo permette ai rivenditori di beni imponibili ai sensi della legge 546, di ricaricare un margine del 3% sulle vendite e scaricare la stessa percentuale sull'IVA. Essa mira a semplificare il sistema fiscale aumentando il rispetto della legge.
Il turismo è un settore in rapida crescita specialmente tra i componenti europei e americani della diaspora ghanese all'estero. La stabilità politica ed economica, il basso tasso di criminalità e la diffusione dell'inglese rendono attraente il paese ai turisti stranieri.
La Diga di Akosombo, costruita nel 1965 sul fiume Volta, fornisce energia idroelettrica al Ghana e ai paesi confinanti.

### Le risorse petrolifere
Nel 2007 è stato scoperto un giacimento petrolifero marino, nel mare territoriale del paese. Le stime prevedono che questo abbia una capacità di 1,8 miliardi di barili. L'estrazione, iniziata nel dicembre del 2010, prevede il recupero di 120 000 barili giornalieri per poi arrivare ad un massimo di 250 000 barili nel 2013, proiettando il paese tra i maggiori produttori di petrolio.

### Mezzi di comunicazione
Operatori telefonici:
- Mobili: Tigo, MTN, Airtel, Zain, Kasapa Telecom Ltd., Glo e Vodafone
- Fissi: Vodafone Ghana

### Trasporti
Porti:
- Tema, Takoradi e Kumasi (porto interno)

Aeroporti:
- Accra - Aeroporto Internazionale Kotoka
- Kumasi - Aeroporto Internazionale di Kumasi
- Aeroporto di Sekondi-Takoradi
- Aeroporto di Suyani
- Aeroporto Internazionale di Tamale

La compagnia nazionale è Ghana International Airlines (ora non più attiva).
Stazioni ferroviarie:
- Accra
- Kumasi
- Tema
- Sekondi-Takoradi

Il Ghana possiede 935 km di ferrovie a scartamento ridotto, confinate però nella parte meridionale del paese, anche se esistono progetti per estendere la linea fino alla città di Tamale. I collegamenti internazionali sono resi più complicati da una differenza nello scartamento tra le ferrovie del Ghana e quelle dei paesi confinanti, come il Burkina Faso e la Costa d'Avorio.

### Turismo
Il Ghana presenta alcuni luoghi che attirano ogni anno un buon numero di turisti principalmente americani ed europei:
- Edifici tradizionali Asante (Patrimonio dell'umanità)
- Parco nazionale di Kakum, Parco nazionale Mole
- Forti e castelli della Regione del Volta, Grande Accra, Regione centrale e occidentale (Patrimonio dell'umanità)
- Nzulezu - Villaggio di palafitte
- Larabanga - La moschea di fango

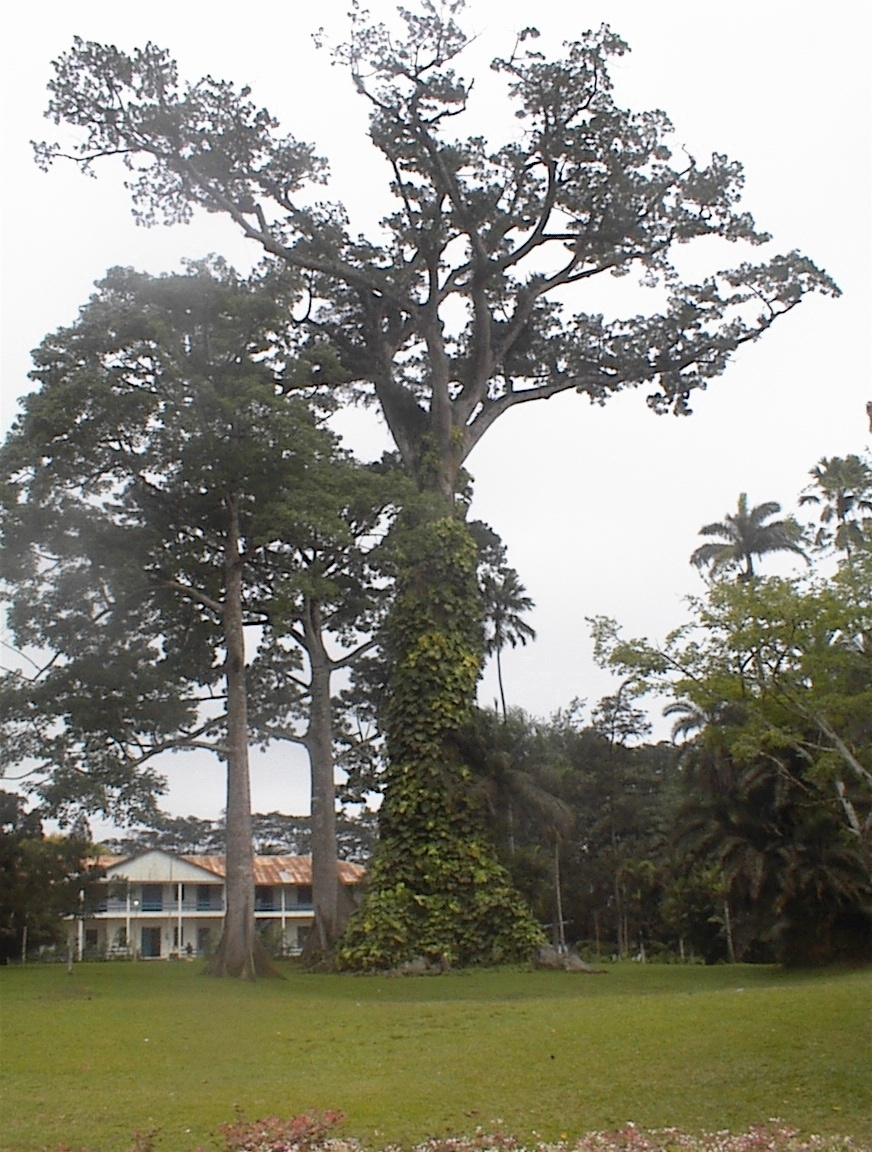
Orto botanico di Aburi
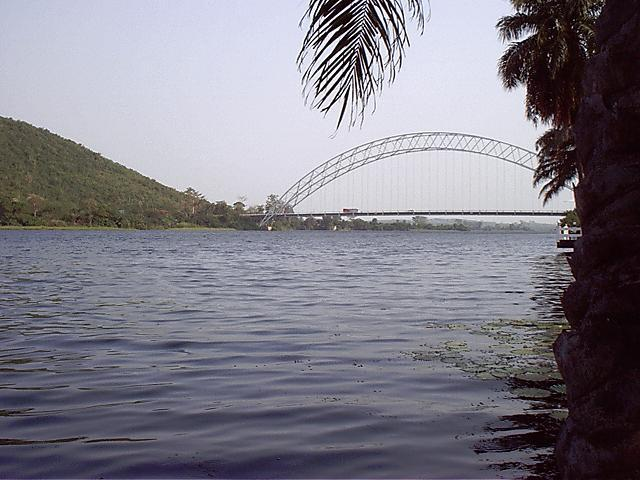
Fiume Volta
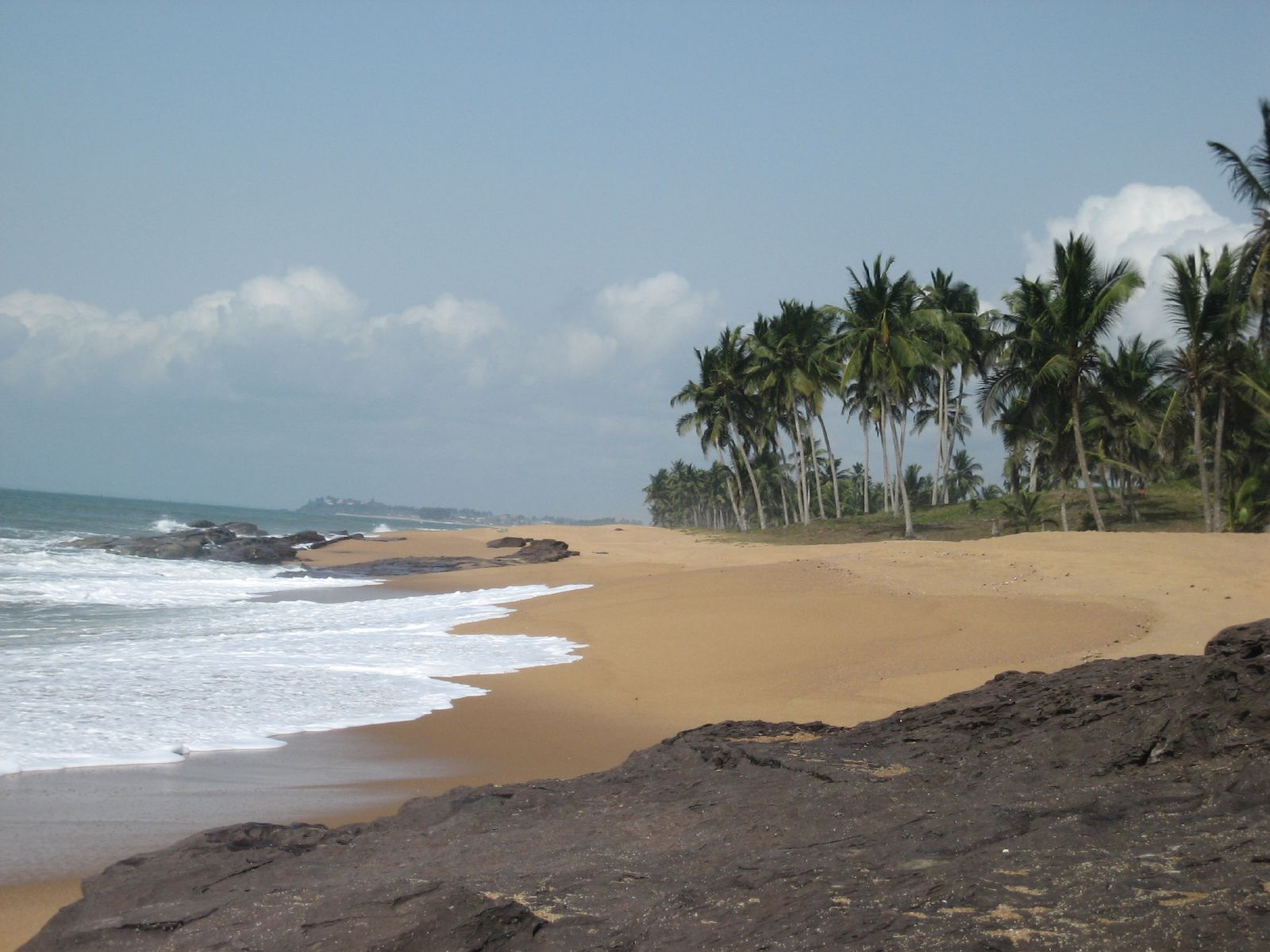
Spiaggia in Ghana
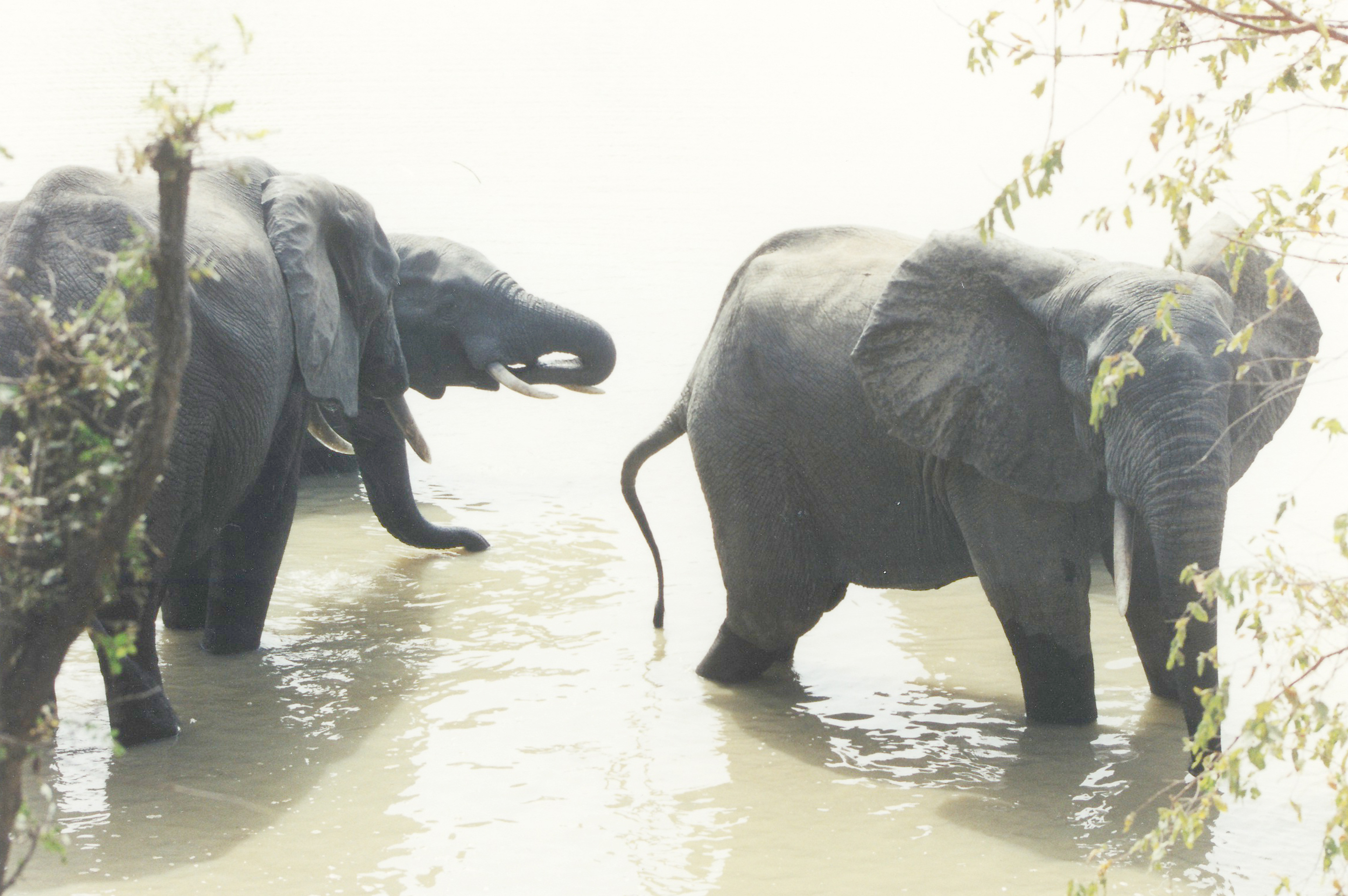
Elefanti presso il Mole National Park

## Cultura

### Patrimoni dell'umanità
Il ricco patrimonio culturale del Ghana è testimoniato anche dalla presenza di alcuni siti iscritti nella Lista dei patrimoni dell'umanità dell'UNESCO.

### Arte
Per quanto concerne il campo artistico possiamo ricordare la figura di El Anatsui, Leone d'oro alla carriera nel 2015 alla 56ª Biennale Internazionale d'Arte di Venezia, e Premio Imperiale nel 2017 nella sezione scultura.

### Musica

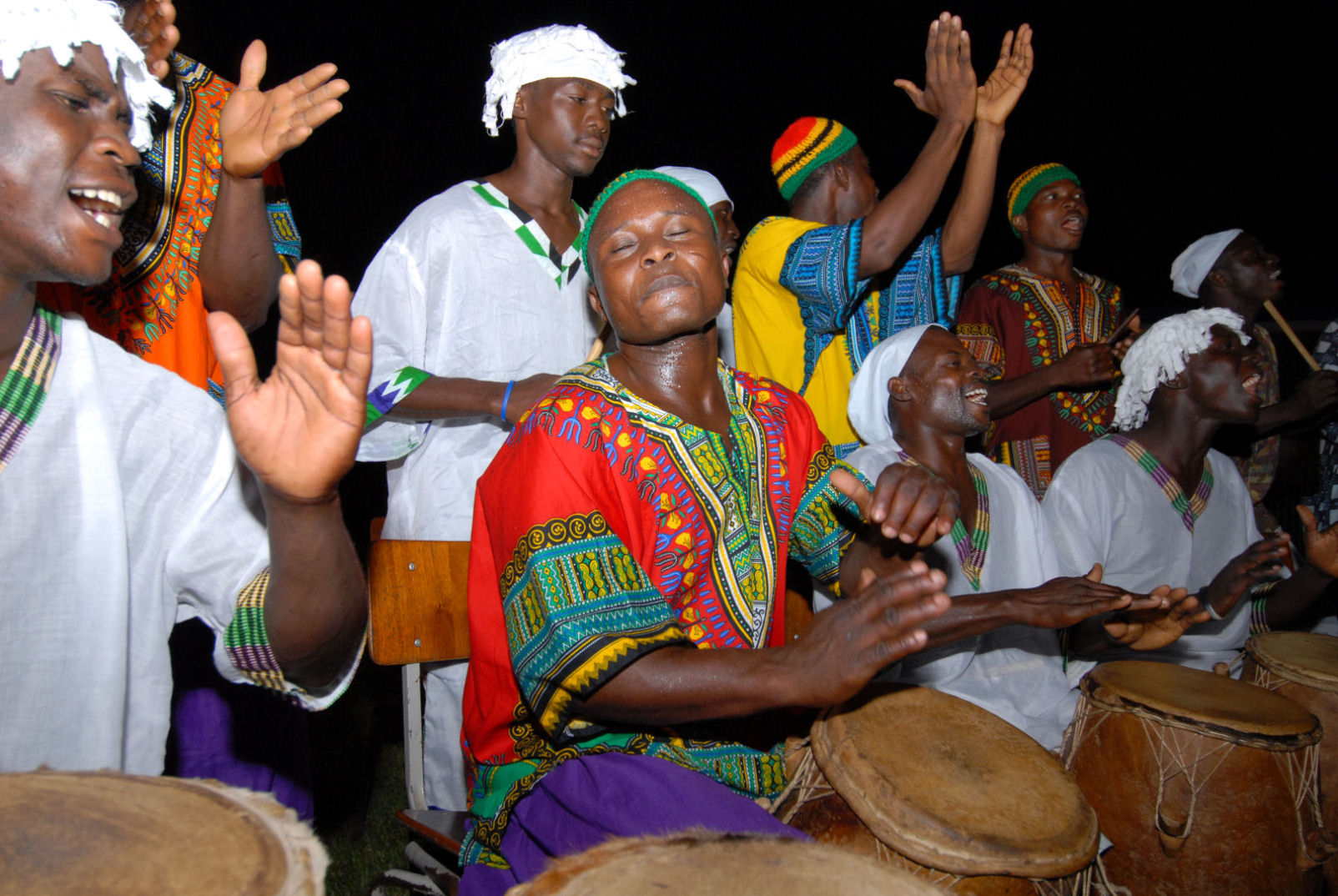
Complessi di percussioni ghanesi.

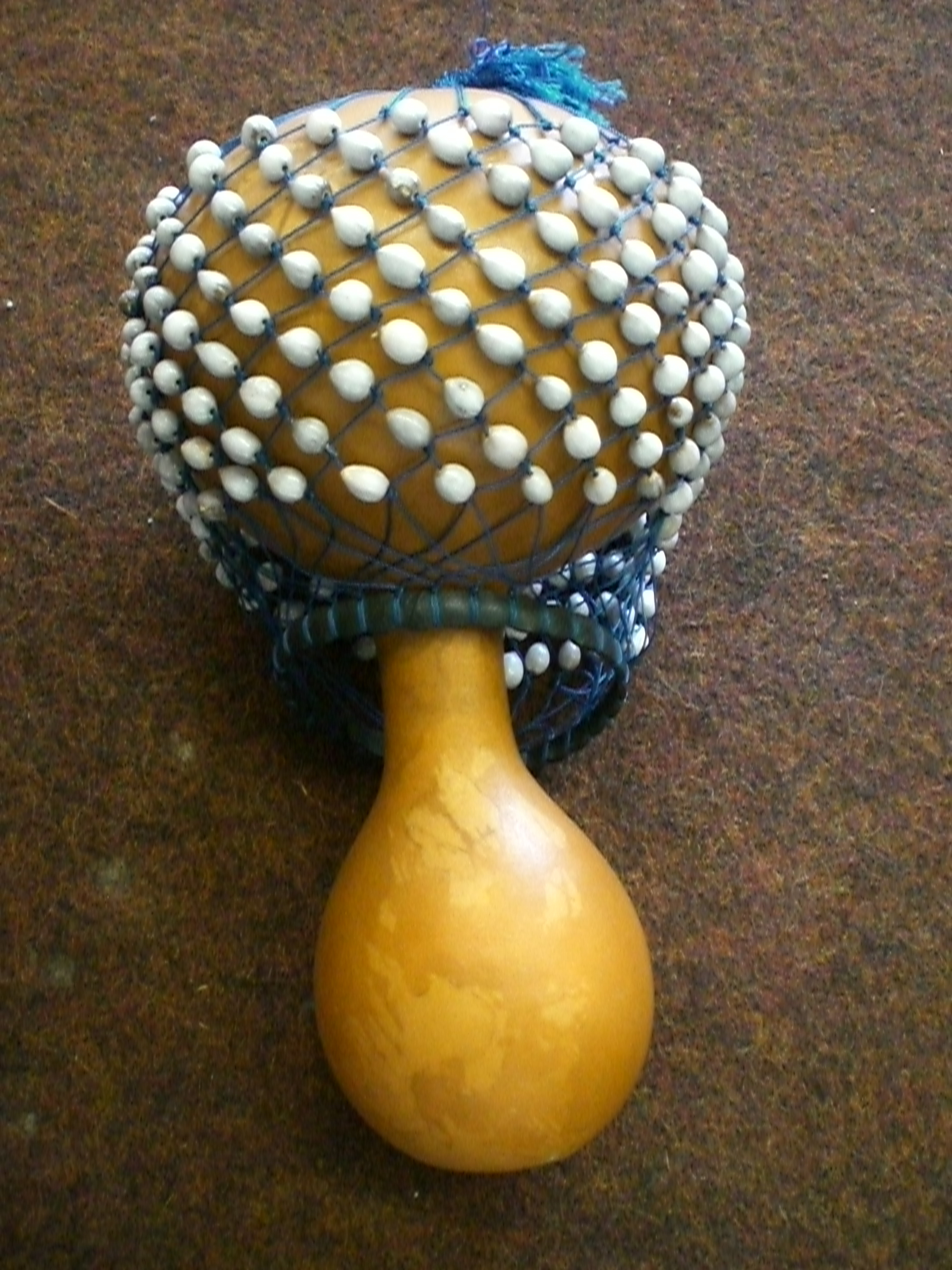
Axatse

Il Ghana ha molti tipi di musica tradizionale e moderna. Il suono varia in funzione del gruppo etnico e da regione a regione. La musica ghanese incorpora diversi tipi distinti di strumenti musicali: complessi di percussioni, violino e liuto Goje koloko, musica di corte, tra cui l'Akan atumpan, il Ga stili kpanlogo, e xilofoni usati nella musica asonko. I generi più noti originari del Ghana sono l'Afro-jazz, che è stato creato dall'artista ghanese Kofi Ghanaba, e la sua forma più ravvicinata di musica profana, l'Highlife.
L'Highlife ha origine nel tardo Ottocento e inizio Novecento e conosce una diffusione in tutta l'Africa occidentale, soprattutto in Sierra Leone e Nigeria. Nel 1990 un nuovo genere di musica creato dai giovani incorpora le influenze di Highlife, African-reggae, Dancehall e Hiphop. Questo ibrido è stato chiamato Hiplife. Artisti ghanesi come R & B e Soul singer Rhian Benson, Highlife, Kojo Antwi, Tinchy Stryder (Kwasi Danquah) e Sarkodie. Avendo un successo internazionale, specialmente nel Regno Unito con una nuova tipologia di stile musicale l'Azonto. Artisti più noti che cantano questo genere sono Fuse ODG e Tiffany. Tra gli altri cantanti ghanesi spiccano Mack Porter e Ebo Taylor.

### Danza

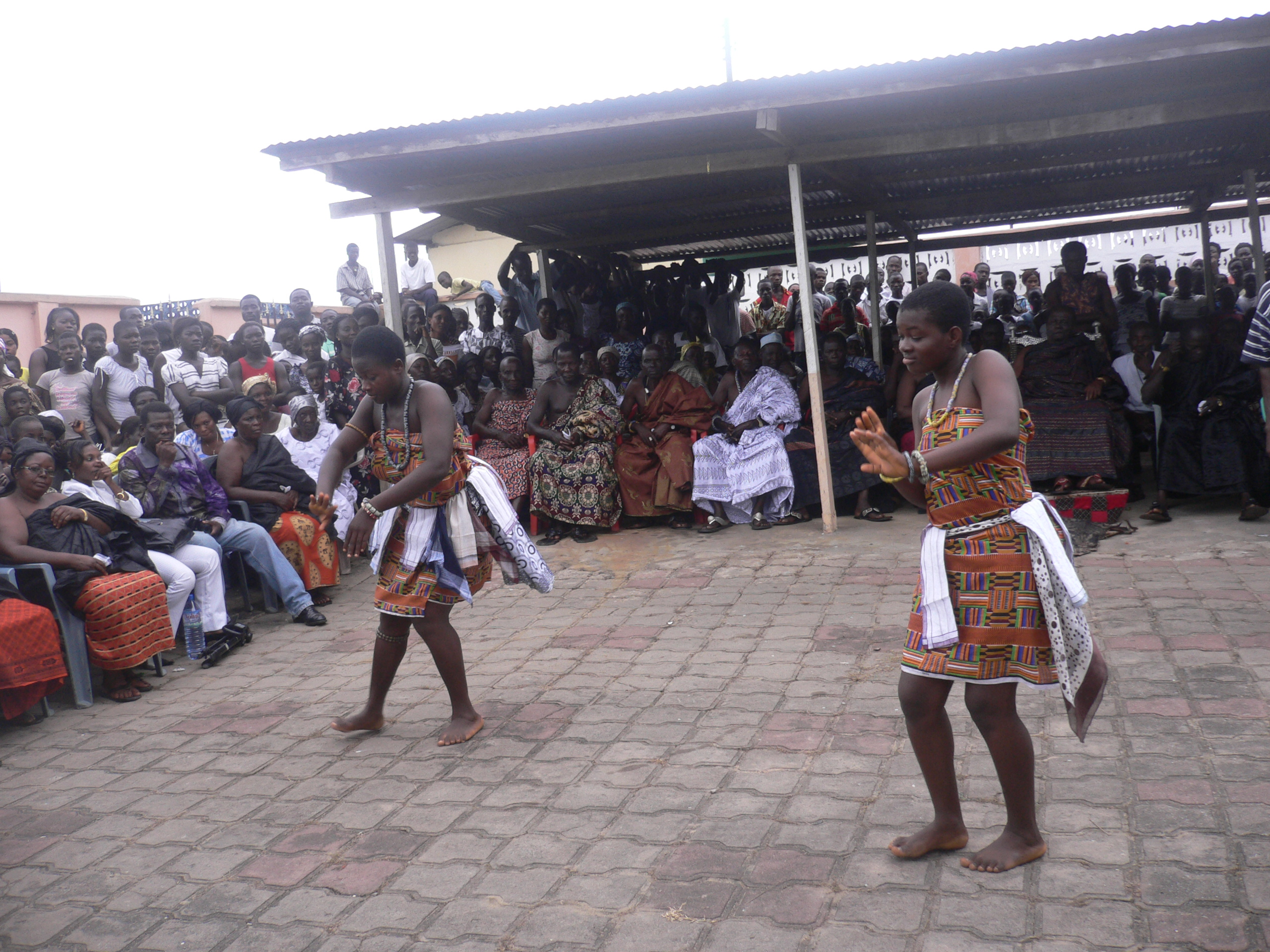
Danzatori ghanesi.

La danza ghanese è varia come la sua musica. Ogni gruppo etnico ha le proprie danze tradizionali e ci sono danze differenti per occasioni differenti quali funerali, feste, narrazioni, lodi e funzioni religiose.
Tra le danze più importanti si possono citare:
- Bamaya. Viene eseguita da parte delle popolazioni del nord del Ghana. Narra la leggenda di un periodo di grande siccità, quando un oracolo rivelò che la siccità era stata provocata dal modo in cui gli uomini avevano represso e umiliato le donne; la siccità sarebbe terminata solo quando gli uomini si fossero abbassati al livello a cui avevano costretto le donne, avessero indossato le gonne e avessero partecipato a questa danza. Viene attualmente ballata durante il periodo del raccolto nel nord-ovest del Ghana dagli uomini e donne Dagbani.
- Adowa. È un ballo dei popoli Ashanti del Ghana. Questa danza è nota soprattutto per la grazia e la complessità dei movimenti dei ballerini. Le percussioni sono note anche per la complessità e l'intreccio dei ritmi e i due tamburi atumpan che vengono utilizzati come tamburo principale o maestro. Originariamente era una musica da funerale, ma attualmente l'Adowa è anche ballato nelle feste importanti e in riunioni sociali.
- Kpanlogo. È tipica del popolo Ga del Ghana e spesso definita come "la danza dei giovani". La sua origine risale al periodo dell'indipendenza, come musica di intrattenimento ad Accra. Il Kpanlogo è attualmente ballato per eventi del ciclo di vita, feste e manifestazioni politiche.
- Klama. È il nome della musica e della danza associate ai riti della pubertà del popolo Krobo del Ghana. Essa sottolinea il movimento aggraziato delle mani e dei piedi. Con piccoli passi e il capo tenuto pudicamente inclinato verso il basso, i ballerini rappresentano una calma eleganza. I diversi movimenti della danza sono ideati per rivelare la bellezza dei ballerini. Viene utilizzata anche per fare proposte nuziali fatte dopo la danza.
- Agbadza. La danza tradizionale degli Eʋe (popolo Ewe. Essa si caratterizza per la graziosa coreografia fatta da una coppia accompagnata dal movimento ritmico delle braccia, la vita e i piedi in perfetta sincronia. L'Agbadza era tradizionalmente una danza di guerra, ma ora è usato in situazioni sociali e ricreative per celebrare la pace. Le danze di guerra sono a volte utilizzate come esercizi di addestramento militare, con i segnali provenienti dal tamburo maestro per ordinare ai guerrieri di muoversi in avanti, a destra, in basso, ecc. Queste danze servivano anche di aiuto ai guerrieri nella preparazione per la battaglia e al loro ritorno dai combattimenti per illustrare le loro azioni in battaglia attraverso i movimenti della danza.
- Atsiagbekor. È una versione moderna della danza di guerra Atamga (grande (ga) giuramento (atama) degli Ewe, in riferimento al giuramento fatto prima di iniziare la battaglia. I movimenti di questa versione odierna avvengono per lo più in formazione di plotone e non sono utilizzati solo per visualizzare le tattiche di battaglia, ma anche per energizzare e rinvigorire i soldati. Oggi l'Atsiagbekor viene eseguita per intrattenimento durante incontri sociali e presentazioni culturali.
- Atsia. La danza viene eseguita per lo più da donne, e si configura in una serie di movimenti stilistici coordinati dei ballerini al ritmo del tamburo maestro. Ogni movimento di danza ha un suo prescritto schema ritmico, che è sincronizzato con il tamburo maestro. 'Atsia' nella lingua Ewe significa stile o esibizione.
- Bɔbɔɔbɔ (pronunciato Borborbor). È praticato dalla gente di lingua Ewe nella parte centrale e settentrionale della regione del Volta del Ghana. Il Bɔbɔɔbɔ (in origine 'Akpese') potrebbe avere avuto origine nella zona Kpando, e si dice che sia stato inventato da Francis Kojo Nuadro. Si dice che fosse un ex-poliziotto che è tornato a Kpando e ha organizzato un gruppo di ballo tra la metà e la fine degli anni 1940. La danza ha le sue radici nella musica popolare "Highlife" del Ghana e di altri paesi dell'Africa occidentale. Il Bɔbɔɔbɔ salì alla fama nazionale negli anni 1950 e 1960 a causa del suo uso nelle manifestazioni politiche e la novità delle sue formazioni di danzatori e dei movimenti. In genere è eseguito ai funerali e in altre occasioni sociali in quanto è una danza sociale che lascia un grande spazio per la libera espressione. In generale, gli uomini cantano e ballano al centro, mentre le donne danzano in cerchio intorno a loro. Ci sono versioni slow e veloce di Bɔbɔɔbɔ; si ritiene che il Bɔbɔɔbɔ veloce provenga dalla zona Kpando e la versione lenta da Hohoe. Il lento è chiamato Akpese e quello veloce è chiamato Bɔbɔɔbɔ. Lolobi-Kumasi è noto per aver fatto una particolare versione veloce della versione lenta.
- Agahu è sia il nome di una danza e di una delle tante associazioni musicali del popolo Ewe del Ghana, Togo e Dahomey. (Gadzok, Takada, e Atsiagbeko e altri club simili). Ogni club ha un suo caratteristico stile di suonare i tamburi e di danzare, come pure un proprio repertorio di canzoni. Utilizzato come ballo sociale popolare dell'Africa occidentale, l'Agahu è stato creato da persone di lingua Egun dalla città di Ketonu in quello che è oggi il Benin. Da lì si è esteso alla zona di Badagry in Nigeria, da cui i pescatori Ewe lì emigrati lo ascoltarono, adattarono e alla fine lo portarono in Ghana. Per ballare l'Agahu si formano due cerchi; gli uomini rimangono fermi, con le braccia aperte e poi piegano un ginocchio in avanti per far sedere le donne, che avanzano lungo tutto il cerchio fino ad arrivare al loro partner originale.

### Cinema
In ambito cinematografico spiccano la regista Akosua Adoma Owusu, il cui cortometraggio Drexciya è stato presentato al Festival del cinema africano, d'Asia e America Latina di Milano 2011, e il film Azali (2018) diretto da Kwabena Gyansah.

### Produzione letteraria
La produzione letteraria ghanese annovera, nel XX secolo, la figura di Ayi Kwei Armah, tra i più noti scrittori della letteratura africana in lingua inglese e autore rappresentativo del periodo post- coloniale. Poeta nazionale viene generalmente considerato Atukwei John Okai.

### Filosofia
In campo filosofico da ricordare che nel XVIII secolo si distinse la figura di Anton Wilhelm Amo (1703-1759), naturalizzato tedesco.

### Folclore e mitologia
Un altro aspetto culturale importante riguarda anche la mitologia: importante sono le divinità di Nyame e Anansi, venerate in particolare dalle popolazioni Ashanti del Ghana. Un tipico vampiro della magia tribale degli Ewe viene chiamato Adze.

### Abbigliamento
Un tipico tessuto di cotone o seta viene chiamato kente.

### Gastronomia
Originario del Ghana è un tipico impasto con alimenti amidacei chiamato fufu. Altra popolare ricetta è costituita dal riso jollof.

### Scienza e tecnologia

#### Il Ghana nello spazio
- 3 giugno 2017: viene lanciato GhanaSat-1, il primo satellite ghanese lanciato nello spazio[29].

## Ricorrenze nazionali
| Data         | Nome                               | Significato                                                                     |
| ------------ | ---------------------------------- | ------------------------------------------------------------------------------- |
| 6 marzo      | Giorno dell'indipendenza del Ghana | Festa nazionale: Ghana Independence Act: indipendenza dal Regno Unito, nel 1957 |
| 1º luglio    | Republic Day                       | Proclamazione della Repubblica, nel 1960                                        |
| 21 settembre | Founder's Day                      | Anniversario del compleanno del primo presidente del Ghana Kwame Nkrumah        |

## Sport

### Calcio

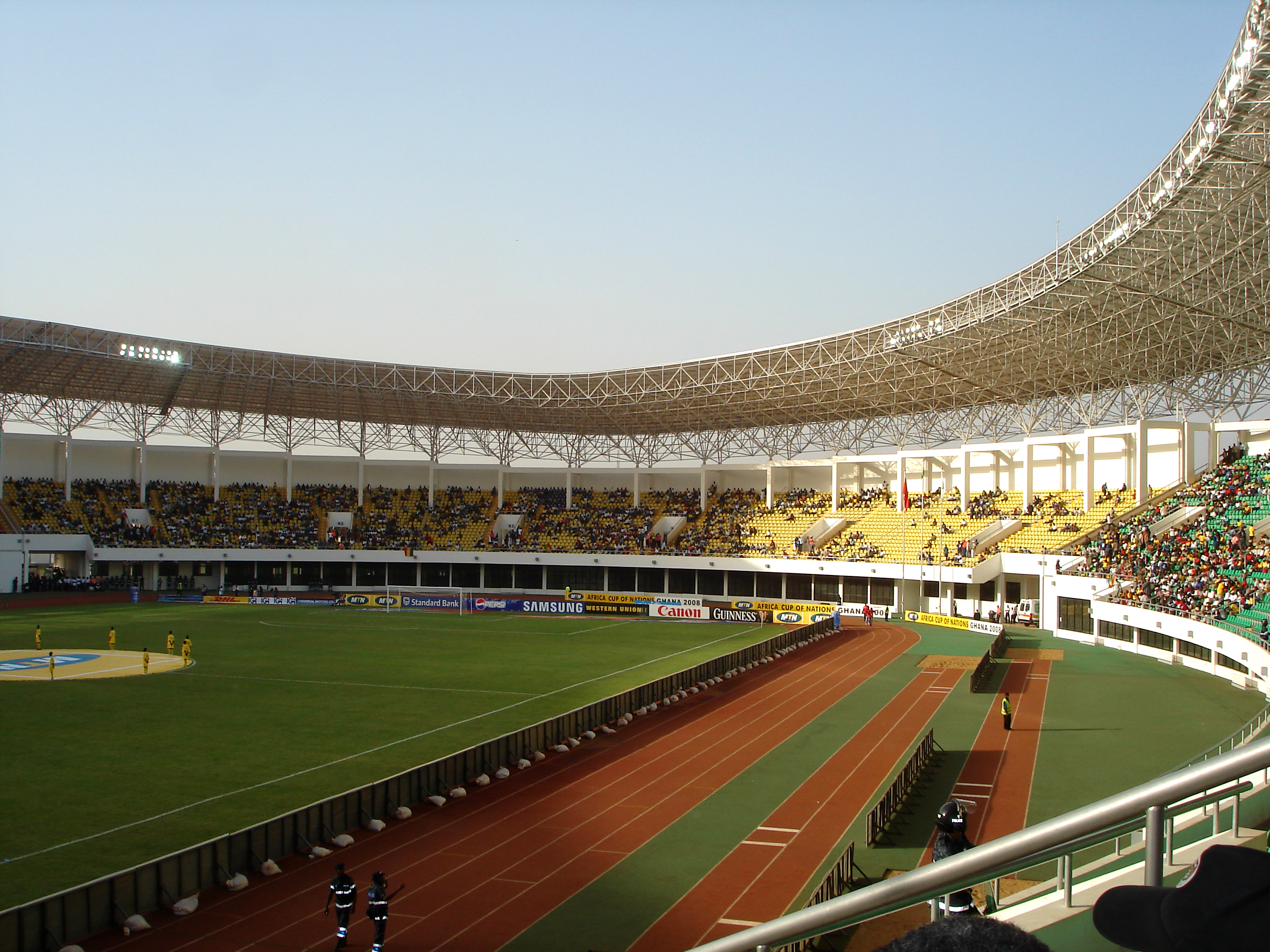
Stadio di Tamale.

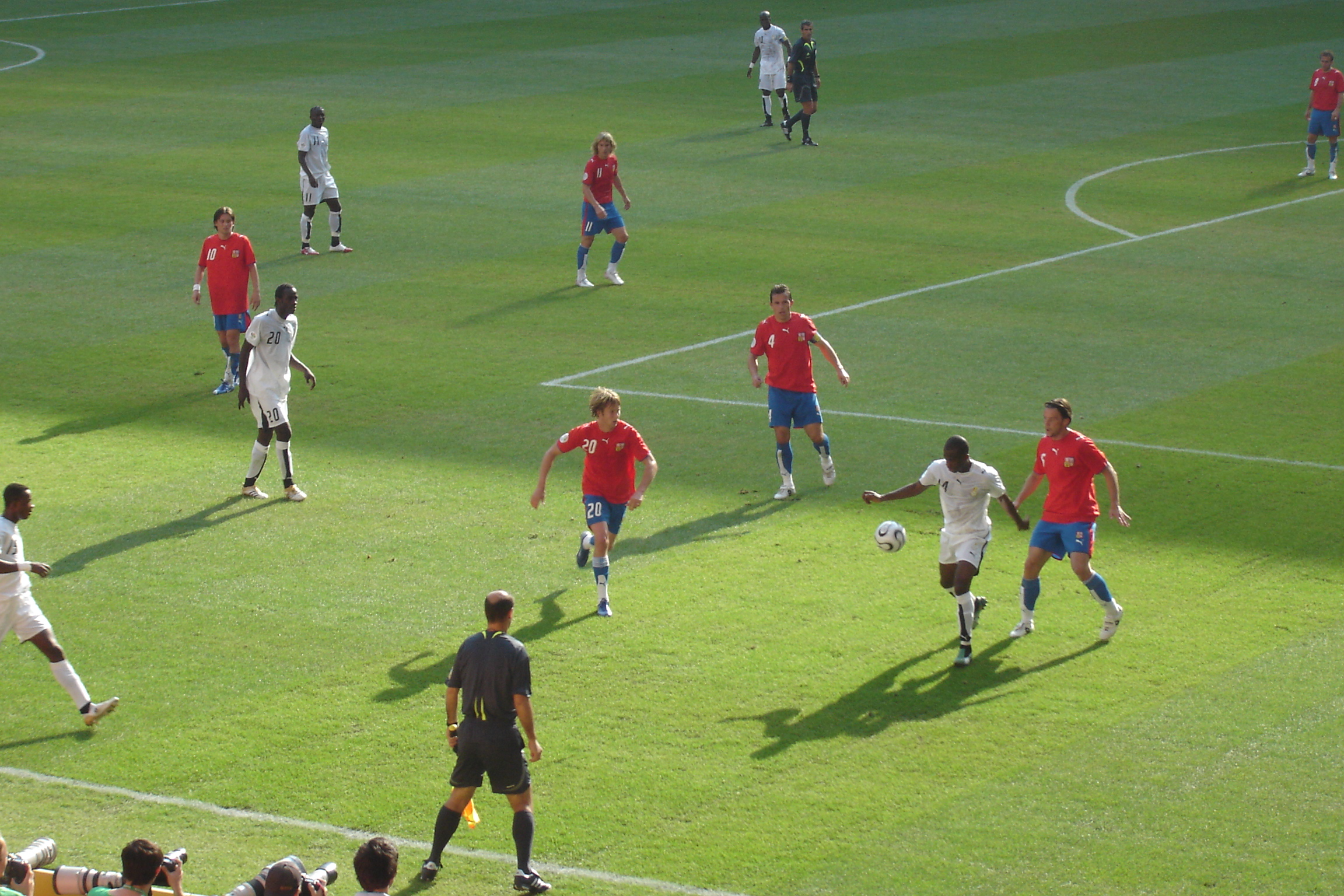
Partita dei Mondiali di calcio Germania 2006 tra la Repubblica Ceca e il Ghana.

Nei primi anni novanta una generazione di calciatori ghanesi nati tra il 1974 e il 1976 hanno dato vita ad una delle nazionali giovanili più forti del mondo; soprannominati "Black Starlets", riuscirono ad imporsi nei Mondiali Under 17 in Italia e a figurare ad altissimi livelli anche nei seguenti Mondiali Under 20 (secondi) e Olimpiadi del 1992 (terzi). Questa generazione e il suo fuoriclasse assoluto Nii Lamptey furono anche tra le più grandi promesse non mantenute della storia dello sport, alla luce del fatto che non riuscirono a qualificarsi a nessuno dei Mondiali di Calcio seguenti (nel 2005 i "Black Starlets" erano già in buona parte tramontati) e pochi membri di quella selezione ebbero grande successo nel calcio internazionale con i rispettivi club; il regista Christoph Weber girò su di loro un film, il cui titolo originale è Black Starlets - Der Traum vom grossen Fussball (Il sogno di un grande calcio).
Una seconda generazione vinse il Mondiale Under 17 nel 1995 in Ecuador, ma l'evento ebbe meno visibilità della vittoria del 1991 in Italia.
La nazionale di calcio del Ghana si è qualificata ai Mondiali di Germania 2006 arrivando prima nel Gruppo 2 della Zona Africana davanti alla Repubblica del Congo e al Sudafrica. Il Ghana fu la vera sorpresa di quei mondiali, infatti riuscì a qualificarsi agli ottavi di finale battendo, USA e Repubblica Ceca, perdendo poi 3-0 contro il Brasile.
Il 26 giugno 2010 raggiunse i quarti di finale della coppa del mondo FIFA in Sudafrica, battendo 2-1 ai tempi supplementari gli Stati Uniti d'America, venendo poi eliminato dall'Uruguay. Ha inoltre vinto per quattro volte la Coppa d'Africa e il capocannoniere con 51 reti è Asamoah Gyan. Tra gli altri calciatori ghanesi si ricorda Abedi Pelé, ritenuto il più grande calciatore ghanese della storia ed altri giocatori ghanesi come Sulley Muntari, Kevin Prince Boateng, Jérôme Boateng e Mario Balotelli (origini ghanesi), Asamoah Gyan, Kwadwo Asamoah e Emmanuel Agyemang-Badu.
Il 16 ottobre la Nazionale Under-20 di calcio del Ghana vinse l'edizione 2009 del campionato mondiale di categoria.
Ci sono diverse squadre di calcio in Ghana; in particolare la Accra Hearts of Oak Sporting Club e Asante Kotoko tra le altre.

### Giochi olimpici
Il Ghana ai Giochi olimpici ha finora vinto cinque medaglie ai Giochi olimpici estivi. La prima medaglia olimpica fu la medaglia d'argento vinta nel pugilato da Clement Quartey, a Roma 1960.

### Altri avvenimenti sportivi
Il Ghana è anche il luogo di nascita del wrestler WWE Kofi Kingston (nato Kofi Sarkodie-Mensah), che sta lottando per il roster di Raw ed è stato detentore del WWE Championship.

## Media del Ghana

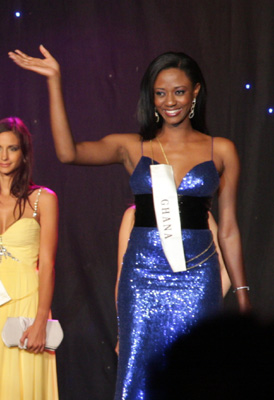
Miss Ghana 2007

I media del Ghana sono ora tra i più liberi dell'Africa, ma avevano subito una serie di rovesci da parte dei leader militari e periodi di severe restrizioni. Il capitolo 12 della Costituzione del 1992 garantisce in Ghana la libertà di stampa e l'indipendenza dei mezzi di comunicazione, mentre il capitolo 2 vieta la censura.
Dopo l'indipendenza, il governo e i media hanno spesso avuto un rapporto teso, con i punti di vendita indipendenti chiusi durante il golpe militare e severe leggi che impedivano ai mezzi di comunicazione le critiche del governo. La libertà dei media è stata restaurata nel 1992, e dopo l'elezione nel 2000 di John Kufuor le tensioni tra i mezzi di comunicazione privati e il governo sono diminuite. Kufuor è stato un sostenitore della libertà di stampa e ha abrogato la legge contro la diffamazione anche se sostiene che i media devono agire in modo responsabile.
I media del Ghana sono stati descritti come "tra i meno ostacolati" dell'Africa, in grado di operare con poche limitazioni sui media privati. La stampa privata è spesso critica sulla politica del governo. La stampa ha dato ampi resoconti delle Elezioni presidenziali ghanesi del 2008, e l'Associazione dei giornalisti ghanesi (Ghana Journalists Association GJA) ha apprezzato l'elezione di John Atta Mills, nella speranza di instaurare un buon rapporto con il governo.

### Mezzi di informazione
Giornali:
- Daily Graphic - Il quotidiano più diffuso
- Ghanaian Chronicle - Quotidiano
- Independent - Settimanale stampato ad Accra.